# غاري إبراهام
غاري إبراهام (بالإنجليزية: Gary Abraham) هو سباح بريطاني، ولد في 8 يناير 1959 في ساوثهامبتون في المملكة المتحدة.

## روابط خارجية
- غاري إبراهام على موقع الاتحاد الدولي للسباحة (الإنجليزية)
- غاري إبراهام على موقع SwimRankings.net (الإنجليزية)
- غاري إبراهام على موقع اللجنة الأولمبية الدولية (الإنجليزية)
- غاري إبراهام على موقع أوليمبيديا (الإنجليزية)
- غاري إبراهام على موقع اللجنة الأولمبية البريطانية (الإنجليزية)
- غاري إبراهام على موقع اتحاد ألعاب الكومنولث (مؤرشف) (الإنجليزية)